# 31 octobre 2015
Le samedi 31 octobre 2015 est le 304e jour de l'année 2015.

## Décès
Par ordre alphabétique.
- Thomas Blatt 	Survivant polonais du Camp d'extermination de Sobibor.
- Gregg Palmer 	Acteur américain.
- Arturo Philip 	psychiatre argentin
- Ryūzō Saki 	Écrivain japonais.
- Gus Savage 	Homme politique américain.

## Événements
- Le vol 9268 Metrojet s’écrase en Égypte, faisant 224 morts.
- La Nouvelle-Zélande remporte la finale de la Coupe du monde de rugby à XV 2015 devant l'Australie.